# 플리트비체 국립공원

플리트비체 국립공원

플리트비체 국립공원(Nacionalni park Plitvička jezera)은 크로아티아의 국립공원 중에서 가장 아름다운 곳으로 알려진 곳으로 수많은 폭포로 연결되는 16개의 호수가 유명하다. 너도밤나무, 전나무, 삼나무 등이 빽빽하게 자라는 짙은 숲 사이로 가지각색의 호수와 계곡, 폭포가 조화되어 원시림의 풍경을 그려낸다.

## 소개

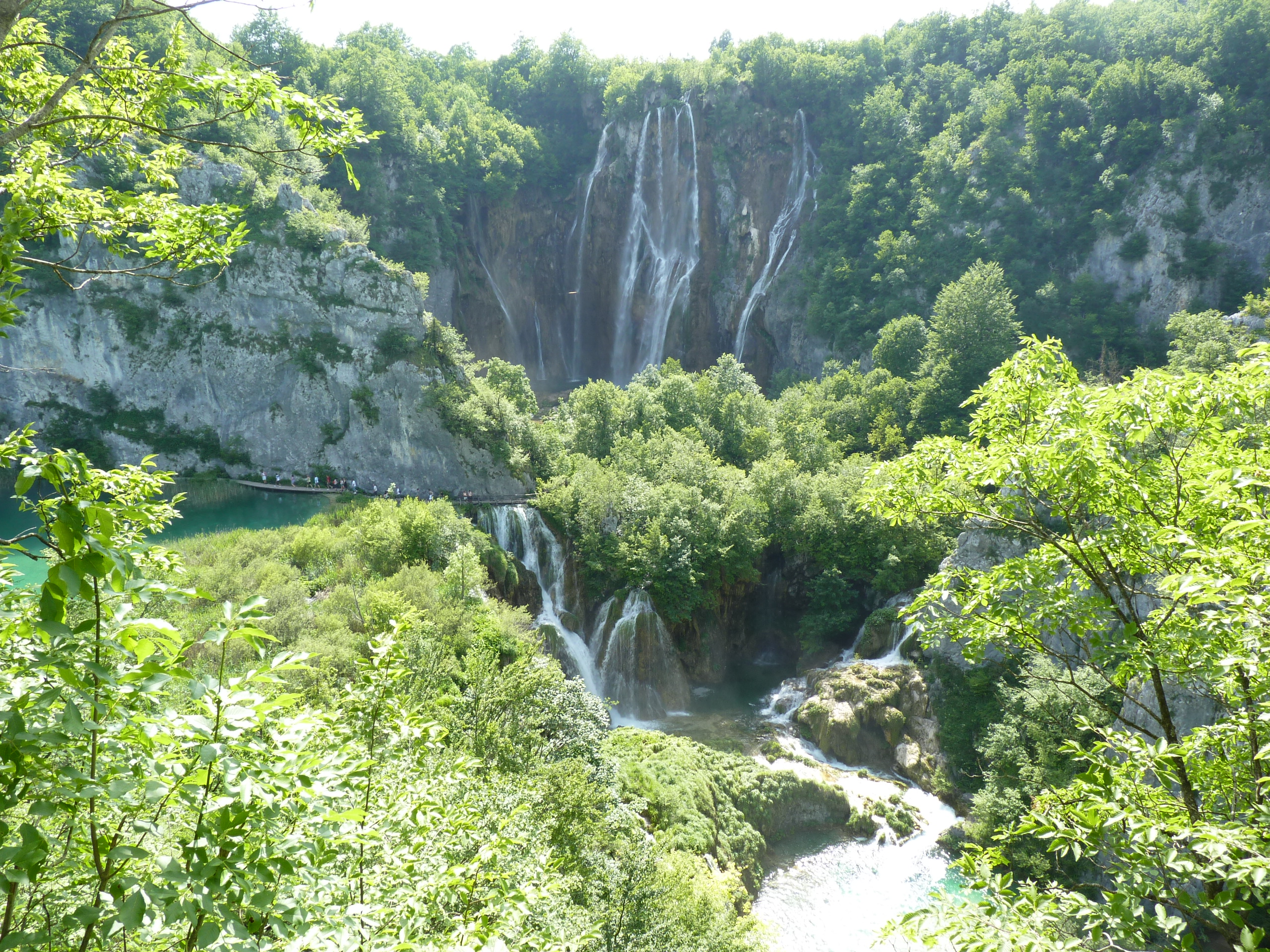
크고 작은 폭포와 어우러진 플리트비체 국립공원의 모습

플리트비체 국립공원은 자그레브(Zagreb)과 자다르(Zadar), 두 도시의 중간 지점에 위치한 국립공원이다. 행정 구역상으로는 리카센주, 카를로바츠주에 위치한다. 약 19.5Ha에 해당하는 면적의 숲으로 이루어진 이 국립공원은 곳곳에 16개의 청록색 호수가 크고 작은 폭포로 연결되어 있는 아름다운 모습을 하고 있다. 나무로 만들어진 약 18km 길이의 인도교는 개울 위를 지나기도 하고, 개울이 인도교 위를 지나 얕게 흐르기도 하여 매우 상쾌한 산책로를 형성하고 있다. 플리트비체 국립공원은 1979년 유네스코에 의해 세계문화유산으로 지정되었으며, 보존을 위해 내부의 모든 인도교, 쓰레기통, 안내표지판 등을 나무로 만들었고, 수영, 취사, 채집, 낚시가 금지되어 있으며 애완동물의 출입도 막고 있다.
플리트비체 국립공원은 그 크기가 매우 커 구석구석을 자세히 보려면 3일 정도가 소요되는 공원이다. 하지만 근처의 대도시 자다르나 자그레브에서 하룻동안 들러서 보아도 그 매력을 충분히 느낄 수 있다. 봄철에는 풍부한 수량의 폭포의 웅장함을 볼 수 있고, 여름철에는 녹음이 우거진 울창한 숲 속의 신비로운 호수의 모습을 볼 수 있으며, 가을철에는 사람이 적어 고요한 분위기와 단풍의 아름다움을 느낄 수 있어 사시사철 매력 있는 곳이다.
이 국립공원의 호수는 상류부분과 하류부분으로 나뉜다. 상류부분에 위치한 백운암 계곡의 호수들의 신비로운 색과 울창한 숲의 조화가 가장 신비로운 장관으로 평가 받고 있다. 하류부분에 위치한 호수와 계곡들은 그 크기가 조금 더 작고 얕으며, 나무도 작아 아기자기한 느낌을 준다. 플리트비체 국립공원의 대부분의 물은 Bijela와 Crna (하얀과 검다는 뜻을 갖는다.) 강으로부터 흘러 들어오며, 모든 물줄기는 사스타비치(Sastavici) 폭포 근처에 있는 코라나(Korana) 강으로 흘러 나간다.
국립공원 내부의 방대한 양의 물은 물에 포함된 광물, 무기물과 유기물의 종류, 양에 따라 하늘색, 밝은 초록색, 청록색, 진한 파란색, 또는 회색을 띠기도 한다. 물의 색은 날씨에 따라서도 달라지는데, 비가 오면 땅의 흙이 일어나 탁한 색을 띠기도 하고, 맑은 날에는 햇살에 의해 반짝거리고 투명한 물빛이 연출되기도 한다. 여행을 할 때 강하게 추천하는 장소이다.

## 플리트비체 국립공원의 역사
선사시대 이후 1000BC에 트라키아인이 이 지역에 거주했다는 사실이 가장 오래된 기록이다. 그 이후에는 일리리아 민족이 정착하여 살았으며, 59BC에는 로마인들이 600년 동안 거주하였다. 7세기에 들어서 노예들이 이 지역으로 이주하였으며 이들은 초기의 중세시대 때 지배적이었던 봉건 제도 하에 조직화되었다. 1528년에 이 지역에 거주하던 터키족은 150년 후 오스트리아 사람들이 이 지역에 새로운 거주자를 끌어들이기 위해 이 곳을 봉건 제도의 영향을 받지 않는 지역으로 확립하면서 결국 밀려나게 되었다. 그 후 이 지역은 군사전선으로 이용되었으며 후에 세르비아 정교의 신념을 따른 왈라키아 사람들이 정착하였다.
이 지역은 약 400년 전 까지만 해도 공적으로 알려지지 않은 지역이었다가, 16세기와 17세기에 걸쳐 터키와 오스트리아 제국의 국경 문제로 군대의 조사가 이루어지는 과정에서 발견되었다. 사람의 접근이 매우 어려워 ‘악마의 정원’이라고도 불리었으며, 때문에 많은 전설을 갖고 있는 지역이기도 하다. 1893년에 이 지역의 환경을 보호하기 위한 단체가 생긴 이후, 1896년에 처음으로 근처에 호텔이 지어지면서 관광지역으로서의 잠재성이 드러나게 되었다. 1951년에는 지형의 침식이나 훼손을 최소화하고, 관광 산업은 극대화 할 수 있는 국립공원의 적합한 범위가 구체적으로 지정되었다. 1893년 기준으로는 크로아티아에서 가장 아름다운 지역 중 한 곳으로, 매년 약 900,000명이 이 아름다운 지역을 방문하고 있다.
이 지역은 1991년 3월 31일에 크라이나 지역의 세르비아 극단주의자들이 이곳을 점령, 국립공원의 경찰관이었던 요비츠 요비치를 살해하는 사태가 발생하면서, 유고슬라비아 내전이 사실상 시작된 곳이기도 하다. 그들은 호텔을 막사로 삼고 국립공원의 자산을 약탈하였다. 그로부터 약 4년 후인 1995년 8월에 크로아티아 군대가 다시 이 지역을 되찾으면서 호텔과 가은 시설들을 보수하였고, 현재까지 그 아름다움을 잘 보존하고 있다.

## 지리

### 플리트비체 국립공원의 위치
플리트비체 국립공원은 Lika-Seni 주 산맥의 동쪽인 크로아티아의 중앙부분에 위치하며, 구체적인 좌표는 44°51N 15°37E, 44.85°N 15.62°E이다. 약 296.85 제곱 킬로미터에 해당하는 면적의 이 지역은 90.7% 정도의 면적이 Lika-Seni 주에 속하고, 약 9.3%의 면적이 Karlovac 주에 속하며, 국가 관할지역으로 분류되어 있다.

### 국립공원 내부의 지형

높이가 78m에 달하는 Veliki slap 폭포

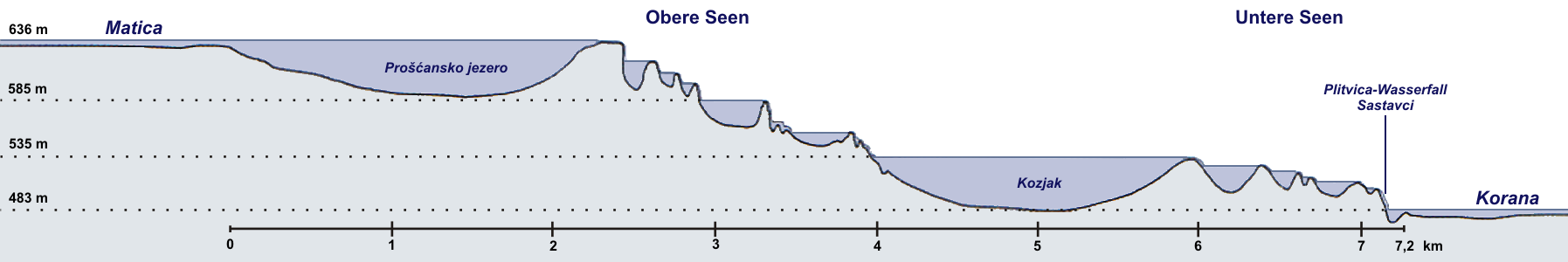
플리트비체 국립공원의 지형

플리트비체 국립공원의 전체 면적은 296,85 km2이며, 가장 큰 두 호수 Proscansko jezero와 Kozjak이 약 80%의 면적을 차지한다. 이 두 호수는 가장 넓은 면적을 차지할 뿐만 아니라 깊이도 각각 37m와 47m로 가장 깊은 호수들이다. Kozjak 호수에서는 환경 친화적인 전기 배가 관광객들의 이동을 편리하게 해주기 위해 운행 중이다. 국립공원 내부의 다른 호수들의 깊이는 25m이며, 호수들간의 지형적인 높이 차이는 약 133m에 달한다.
표면적으로 드러난 16개의 호수는 12개의 상류부분에 위치한 호수(Gornja jezera)와 4개의 하류부분에 위치한 호수(Donja jezera)로 나눌 수 있다.
폭포의 경우 높이가 78m로 가장 큰 높고 수량이 큰 폭포인 Veliki slap은 하류부분 호수들의 끝 부분에 위치하며, 그 위에는 Plitvica 강물이 흐른다. 상류부분의 대표적인 폭포로는 높이 25m의 Galovački buk가 있다.

### 산책 경로의 종류
플리트비체 국립공원에는 총 10가지 경로가 있으며, 각각의 경로는 소요되는 시간, 걷는 거리, 국립공원 내에서 이용하게 되는 교통수단 등이 다르다. 플리트비체 국립공원은 그 크기가 매우 크고 넓기 때문에 각각의 경로가 거치는 장소도 조금씩 다르다. 플리트비체 국립공원 입구에 표지판으로 각각의 경로에 대한 안내가 되어 있고, 입장표에 작게 국립공원의 전체적인 지도가 그려져 있으며 조금 더 보기 편리한 큰 지도를 팔기도 한다. 각각의 경로에 소요되는 시간은 아래 표와 같다.
| 경로            | 걸리는 시간 |
| --------------- | ----------- |
| A 경로          | 2~3 시간    |
| B 경로          | 3~4 시간    |
| C 경로          | 4~6 시간    |
| G2 경로         | 3~4 시간    |
| E 경로          | 2~3 시간    |
| F 경로          | 3~4 시간    |
| H 경로          | 4~6 시간    |
| G1 경로         | 3~4 시간    |
| K 경로 (입구 1) | 6~8 시간    |
| K 경로 (입구 2) | 6~8 시간    |

## 서식하는 생물의 다양성

플리트비체 국립공원에는 매우 다양한 생물이 서식하고 있다.

맑은 호수에는 물고기가 많이 살고 있으며, 야생 오리도 쉽게 볼 수 있다.

플리트비체 국립공원은 좋은 기후조건과 사람이 접근하기 힘들었던 지리적인 특성 덕분에 크로아티아의 다른 지역에서는 찾아보기 힘든 동.식물이 서식하고 있다. 사람의 접근이 힘들었던 탓에 도시의 소음과 공해로부터 피해를 받지 않은 이 지역은 크로아티아에서 가장 다양한 종류의 동.식물이 서식하고 있는 곳 중 하나이다. 매년 많은 관광객이 다녀가는 현재까지도 환경 보존이 매우 잘 이루어지고 있어 여전히 광활한 생태계를 유지하고 있다. 국립공원 내부에는 곰, 늑대가 사는 것이 확인되었으며, 사슴, 멧돼지, 토끼, 여우와 오소리 역시 간혹 관찰된다. 이 공원 내부에는 120가지 이상의 조류가 서식하고 있으며 대표적인 것들은 매, 부엉이, 뻐꾸기, 개똥지빠귀, 찌르레기, 물총새, 야생 오리와 왜가리 등이 있다. 공원 내부에서 검은 황새나 물수리, 나비는 매우 자주 관찰된다. 동물 뿐만 아니라 그 수를 헤아리기 힘들 정도의 다양한 식물과 곤충들도 국립공원 내에 서식하고 있다.

## 플리트비체 국립공원에 가는 방법

### 자동차 이용
우선, 주요 국제 교통 도로 중 하나인 State Road D-1을 따라 가는 방법이 있다. 이 도로는 Karlovac-Slunj-Plitvička jezera(플리트비체 국립공원)-Korenica-Udbina-Gračac-Knin-Split와 같이 연결되어 있어 어느 도시에서 출발하여도 쉽게 길을 찾을 수 있다. 만약 이스트리아나 크로아티아 해안가에서 출발을 한다면 State Road D-52나 D-25를 이용하는 것이 더 간편하다. 이 도로는 각각 Korenica-Vrhovine-Otočac, Korenica-Gospić-Karlobag와 같이 연결되어 있다.

### 버스 이용
버스는 State Road D-1을 따라 운행하는 버스와 Motorway A-1을 따라 운행하는 버스가 있다. 버스편은 크로아티아의 주요 관광 도시인 자그레브와 자다르에서 출발하는 편이 가장 많이 있으며 실제 많은 사람들이 이 방법을 이용한다. 이동시간은 자다르에서부터 약 3시간이 걸리며, 80KN의 비용이 들고, 자그레브에서 출발할 경우 약 2시간 30분이 걸리며 60KN 정도의 비용이 든다. 스플리트(Split)에서 출발하는 버스도 있는데 이는 약 4시간 정도가 소요된다.

## 미디어
- KBS 1TV : 《걸어서 세계속으로》